# Danh sách đĩa nhạc của Luna
Luna (tên thật Park Sun-young) là ca sĩ Hàn Quốc, được biết nhiều nhất như một thành viên nhóm f(x). Từ 2009 đến nay, Luna đã phát hành một EP, 16 đĩa đơn (bao gồm 8 lần hợp tác và 4 lần như nghệ sĩ feat) và 16 bản nhạc phim. Sự nghiệp như một ca sĩ solo của Luna bắt đầu vào tháng 5 năm 2016, với phát hành EP debut của cô, Free Somebody.

## Album

### EP
| Tựa đề        | Thông tin album                                                                                                | Vị trí xếp hạng cao nhất | Vị trí xếp hạng cao nhất | Vị trí xếp hạng cao nhất | Doanh số     |
| Tựa đề        | Thông tin album                                                                                                | HQ                       | Đài Loan                 | Mỹ World                 | Doanh số     |
| ------------- | --- | ------------------------ | ------------------------ | ------------------------ | ------------ |
| Free Somebody | - Ngày phát hành: 31 tháng 5 năm 2016 - Hãng đĩa: SM Entertainment, KT Music - Định dạng: CD, digital download | 5                        | 1                        | 3                        | KOR: 10,318+ |

## Đĩa đơn

### Nghệ sĩ chính
| Năm                                                                                       | Tựa đề              | Vị trí xếp hạng cao nhất | Vị trí xếp hạng cao nhất | Doanh số      | Album            |
| Năm                                                                                       | Tựa đề              | HQ Gaon                  | Mỹ World                 | Doanh số      | Album            |
| ----------------------------------------------------------------------------------------- | ------------------- | ------------------------ | ------------------------ | ------------- | ---------------- |
| 2015                                                                                      | "Don't Cry for Me"  | —                        | —                        | —             | Non-album single |
| 2016                                                                                      | "Free Somebody"     | 57                       | 8                        | - HQ: 75,339+ | Free Somebody    |
| 2018                                                                                      | "Night Reminiscin'" |                          |                          |               |                  |
| 2018                                                                                      | "Falling Out"       |                          |                          |               |                  |
| "—" cho biết album không lọt vào bảng xếp hạng hoặc không được phát hành tại khu vực này. |                     |                          |                          |               |                  |

### Hợp tác
| Năm                                                                                       | Tựa đề                                                                                   | Vị trí xếp hạng cao nhất | Vị trí xếp hạng cao nhất | Doanh số      | Album            |
| Năm                                                                                       | Tựa đề                                                                                   | HQ Gaon                  | Mỹ World                 | Doanh số      | Album            |
| ----------------------------------------------------------------------------------------- | ---------------------------------------------------------------------------------------- | ------------------------ | ------------------------ | ------------- | ---------------- |
| 2016                                                                                      | "Wave" (với R3hab, Amber và Xavi&Gi)                                                     | —                        | 5                        | —             | Non-album single |
| 2016                                                                                      | "Heartbeat" (với Amber, feat Ferry Corsten & Kago Pengchi)                               | —                        | —                        | —             | Non-album single |
| 2016                                                                                      | "It's You" (với Shin Yong-jae)                                                           | 95                       | —                        | - HQ: 23,501+ | Non-album single |
| 2016                                                                                      | "Sound of Your Heart" (với Lee Dong-woo, Yesung, Sunny, Seulgi, Wendy, Taeil và Doyoung) | —                        | —                        | —             | Non-album single |
| 2017                                                                                      | "Tell Me It's Okay" (với Jun-hyung)                                                      | —                        | —                        | —             | Non-album single |
| 2017                                                                                      | "Honey Bee" (với Hani và Solar)                                                          | 38                       | —                        | - HQ: 63,673+ | Non-album single |
| "—" cho biết album không lọt vào bảng xếp hạng hoặc không được phát hành tại khu vực này. |                                                                                          |                          |                          |               |                  |

### Nghệ sĩ họp tác
| Năm                                                                                       | Tựa đề                                    | Vị trí xếp hạng cao nhất | Doanh số       | Album              |
| Năm                                                                                       | Tựa đề                                    | HQ Gaon                  | Doanh số       | Album              |
| ----------------------------------------------------------------------------------------- | ----------------------------------------- | ------------------------ | -------------- | ------------------ |
| 2009                                                                                      | "Get Down" (SHINee feat Luna)             | —                        | —              | 2009, Year of Us   |
| 2014                                                                                      | "Ten Years" (Donghae & Eunhyuk feat Luna) | —                        | —              | Ride Me            |
| 2014                                                                                      | "Dream Drive" (Play the Siren feat Luna)  | —                        | —              | Dream Drive        |
| 2016                                                                                      | "It Was Love" (Zico feat Luna)            | 5                        | - HQ: 827,623+ | Break Up 2 Make Up |
| "—" cho biết album không lọt vào bảng xếp hạng hoặc không được phát hành tại khu vực này. |                                           |                          |                |                    |

## Nhạc phim
| Năm                                                                                       | Tựa đề                                       | Vị trí xếp hạng cao nhất | Vị trí xếp hạng cao nhất | Album                            |
| Năm                                                                                       | Tựa đề                                       | HQ Gaon                  | HQ Billboard K-Pop       | Album                            |
| ----------------------------------------------------------------------------------------- | -------------------------------------------- | ------------------------ | ------------------------ | -------------------------------- |
| 2009                                                                                      | "Hard but Easy" (với Krystal)                | —                        | —                        | Invincible Lee Pyung Kang        |
| 2010                                                                                      | "Spread its Wings" (với Krystal và Amber)    | —                        | —                        | Master of Study                  |
| 2010                                                                                      | "Calling Out" (với Krystal)                  | —                        | —                        | Cinderella's Sister              |
| 2010                                                                                      | "Beautiful Day"                              | —                        | —                        | Please Marry Me                  |
| 2010                                                                                      | "And I Love You" (với Yesung)                | —                        | —                        | President                        |
| 2012                                                                                      | "It's Me" (với Sunny)                        | 25                       | 16                       | To the Beautiful You             |
| 2012                                                                                      | "It's Okay"                                  | —                        | —                        | Cheongdam-dong Alice             |
| 2013                                                                                      | "U+Me"                                       | —                        | —                        | TalesWeaver                      |
| 2013                                                                                      | "Start of Something New" (với Ryeowook)      | —                        | —                        | High School Musical on Stage!    |
| 2013                                                                                      | "Shine Your Way" (với Kyuhyun)               | —                        | —                        | The Croods                       |
| 2015                                                                                      | "Healing Love" (với Choi(LU:KUSS))           | —                        | —                        | Kill Me, Heal Me                 |
| 2015                                                                                      | "Only You"                                   | —                        | —                        | The Merchant: Gaekju 2015        |
| 2015                                                                                      | "I Will Survive" (với Solar, Ailee và Eunji) | —                        | —                        | 2015 Gayo Daejun Limited Edition |
| "—" cho biết album không lọt vào bảng xếp hạng hoặc không được phát hành tại khu vực này. |                                              |                          |                          |                                  |

| Năm                  | Tựa đề                                                                                    | Đạo diễn            |
| Như một ca sĩ chính  | Như một ca sĩ chính                                                                       | Như một ca sĩ chính |
| -------------------- | ----------------------------------------------------------------------------------------- | ------------------- |
| 2016                 | "Wave" (với R3hab, Amber và Xavi&Gi)                                                      | Không biết          |
| 2016                 | "Free Somebody"                                                                           | Không biết          |
| 2016                 | "Heartbeat" (với Amber, feat Ferry Corsten & Kago Pengchi)                                | Không biết          |
| 2016                 | "It's You" (với Shin Yong-jae)                                                            | Không biết          |
| 2016                 | "Sound of Your Heart" (với Lee Dong-woo, Yesung, Sunny, Seulgi, Wendy, Taeil and Doyoung) | Không biết          |
| 2017                 | "Tell Me It's Okay" (với Jun-hyung)                                                       | Không biết          |
| 2017                 | "Honey Bee" (với Hani và Solar)                                                           | Không biết          |
| 2018                 | "Lower" (với Amber)                                                                       | Không biết          |
| 2018                 | "Free Somebody (with everysing)" (với Heda)                                               | Không biết          |
| 2018                 | "Night Reminscin'" (với Yang Da-il)                                                       | Không biết          |
| Như một nghệ sĩ feat |                                                                                           |                     |
| 2014                 | "Dream Drive" (Play the Siren feat Luna)                                                  | Không biết          |
| 2016                 | "It Was Love" (Zico feat Luna)                                                            | Không biết          |